# مزوم السفلى (ذي السفال)

تعديل مصدري - تعديل

مزوم السفلى محلة تابعة لقرية مزوم، التابعة لعزلة السيف بمديرية ذي السفال إحدى مديريات محافظة إب في الجمهورية اليمنية، بلغ تعداد سكانها 86 حسب تعداد اليمن لعام 2004.